# Grad Cranendonck
Grad Cranendonck je bil grad blizu Soerendonka v nizozemski provinci Severni Brabant. Tako imenovani 'grad', vila, zgrajena konec 19. stoletja, se nahaja na Cranendonck 1 v Soerendonku. 

## Zgodovina
Maarheeze je bil prvič omenjen leta 1223, ko je območje Hugten, ki pripada tej župniji, Dirk Altenski podelil v fevd gospodu Heezeja. Po Dirkovi smrti brez otrok leta 1242 je območje podedoval njegov bratranec Engelbert Horneški, ki pripadal veji plemičev Horneških. Verjetno je on dal zgraditi grad med Maarheezejem in Soerendonkom, saj je bil grad gospodov Cranendonck zgrajen okoli leta 1250.  Navdihnjen z naravnimi razmerami na mestu, kjer so radi posedali selitveni žerjavi (žerjav: žerjav, donk: višina, hrib v vodnem okolju), so grad poimenovali Cranendonk; morda je območje samo nosilo to ime že prej. Leta 1421 so bili Maarheeze, Soerendonk, Gastel in Budel že združeni v dve odborniški klopi, ki sta bili odgovorni tako za upravo kot za pravosodje.
Sin Engelberta Horneškega, Viljem I. Cranendonški, je bil prvi, ki se je imenoval gospod 'Cranendunca'. Cranendonški gospodje so bili tudi gospodje Eindhovenski. Engelbertovi potomci živijo v Južni Nizozemski pod imenom Kranendonk. Kot lastniki gospostva so sledile družine Sevenbornskih, Milberških, Schoonvorstskih, Horneških in Egmontskih.
Skozi stoletja so gospoščinske pravice ter grad in okolico z dedovanjem ali prodajo prišle v last raznih plemiških družin. Ana Egmondska-Burenska, prva žena Viljema Oranskega, je pripeljala Cranendonk v hišo Oranskih po poroki leta 1551. Tako je ostalo do konca  "starega režima". Baron Cranendonški je še vedno eden od naslovov nizozemskega kralja Willema Aleksandra.
Gospodje Cranendonški iz rodbin Horneških, Egmontskih in Oranskih so imeli glavno posest in interese drugje in so se zato redko ali nikoli zadrževali na gradu Cranendonk. Drost ali drossaard je bil imenovan za gospodovega namestnika za Eindhoven in Cranendonk. Na gradu je ostal, dokler gradu leta 1673 niso uničili Francozi.

## Trenutni gradič
Ostala je ruševina, ki je še naprej propadala. Posest je ostala v lasti hiše Oranskih do odprave fevdalnega sistema okoli leta 1798. Leta 1814, ko je bila ustanovljena Kraljevina Nizozemska, je postal kraljeva last in je bil leta 1820 prodan zasebnikom.
Leta 1899 je bila grajska kmetija podrta. Na njenem mestu je bila zgrajena vila. To je bila osnova za sedanjo grajsko zgradbo, ki so jo v začetku 20. stoletja opremili s stolpičem.
Leta 1938 je takratna občina Maarheeze kupila posest, grad pa je bil spremenjen v mestno hišo. Tako je ostalo do leta 1997, ko je bila občina Maarheeze združena v združeno občino Cranendonck. Od takrat se grad uporablja kot poročna lokacija. Posestvo je bilo dano v drugo uporabo kot kmetijska poskusna postaja. Grad spremljajo številne stavbe, ki sodijo k njemu. Med letoma 2013 in 2014 je ponovno služila kot mestna hiša, zdaj občine Cranendonck, saj so lokacijo v Budlu temeljito prenovili in izolirali. 
Leta 1996 so bile izvedene arheološke raziskave na lokaciji fevdalnega gradu, ki je nekoliko vzhodneje od sedanjega gradu, v bližini Buulder Aa . Obrisi gradu so bili izmerjeni in leta 2008 postavljeni nazaj na teren.
Okolica gradu Cranendonck je zaščitena in vključena v krajinski park na 400 hektarih z naravo malega in kulturnega razvoja. Sprehajalne poti, kolesarske poti in poti za gorsko kolesarjenje potekajo od gradu Cranendonck.